# A One Mama Man
A One Mama Man è un film del 1927, diretto da James Parrott con suo fratello Charley Chase uscito in sala il 6 marzo 1927.